# Communauté de communes de Pouillon
La communauté de communes de Pouillon est une ancienne communauté de communes française, située dans le département des Landes et la région Nouvelle-Aquitaine.

## Historique
Elle a été créée avec huit communes le 31 décembre 1998 pour une prise d'effet immédiate. Le 27 décembre 2002, la commune de Misson y adhère également.
Elle fusionne avec la communauté de communes du Pays d'Orthe pour former la communauté de communes du Pays d'Orthe et Arrigans au 1er janvier 2017.

## Composition
Elle était composée de 9 des 11 communes du canton de Pouillon (en sont absentes Cagnotte et Labatut) :
| Nom              | Code Insee | Gentilé        | Superficie (km2) | Population (dernière pop. légale) | Densité (hab./km2) |
| ---------------- | ---------- | -------------- | ---------------- | --------------------------------- | ------------------ |
| Pouillon (siège) | 40233      | Pouillonais    | 49,74            | 3 016 (2014)                      | 61                 |
| Estibeaux        | 40095      | Estibaussais   | 16,72            | 684 (2014)                        | 41                 |
| Gaas             | 40101      | Gaassois       | 9,13             | 507 (2014)                        | 56                 |
| Habas            | 40118      | Habassais      | 18,75            | 1 512 (2014)                      | 81                 |
| Mimbaste         | 40183      | Mimbastais     | 20,60            | 1 053 (2014)                      | 51                 |
| Misson           | 40186      | Missonnais     | 14,69            | 759 (2014)                        | 52                 |
| Mouscardès       | 40199      | Mouscardésiens | 9,14             | 245 (2014)                        | 27                 |
| Ossages          | 40214      | Ossageois      | 14,31            | 496 (2014)                        | 35                 |
| Tilh             | 40316      | Tilhois        | 22,86            | 801 (2014)                        | 35                 |

## Liste des présidents successifs
| Période                                  | Période       | Identité           | Étiquette      | Qualité |
| ---------------------------------------- | ------------- | ------------------ | -------------- | --- |
| 1er janvier 1999                         | Mars 2001     | Yves Lahoun        | PCF            | Maire de Pouillon (1989-2014) Conseiller général du canton de Pouillon (2001-2015) puis Conseiller départemental du canton d'Orthe et Arrigans depuis 2015 |
| mars 2001                                | avril 2014    | Robert Dessalles   | PS             | Maire de Mimbaste (2001-2014) |
| avril 2014                               | décembre 2016 | Jean Marc Lescoute | sans étiquette | Maire de Gaas (1995-2014) puis adjoint au maire depuis 2014                                                                                                |
| Les données manquantes sont à compléter. |               |                    |                | |